# World's Best 10K
Le World's Best 10K ou WB10K est une course à pied d'une distance de 10 km se déroulant tous les ans dans la ville de San Juan, à Porto Rico. Créée en 1998, l'épreuve fait partie du circuit international des IAAF Road Race Label Events, dans la catégorie des « Labels d'or ».
En 2003, la Britannique Paula Radcliffe remporte l'épreuve féminine en établissant un nouveau record du monde du 10 kilomètres en 30 min 21 s.

## Palmarès
| Date | Vainqueur masculin | Nationalité    | Temps       | Vainqueur féminine | Nationalité | Temps            |
| ---- | ------------------ | -------------- | ----------- | ------------------ | ----------- | ---------------- |
| 1998 | Jacinto Rodríguez  | Porto Rico     | ?           | Sandra Arroyo      | Porto Rico  | ?                |
| 1999 | Jacinto Rodríguez  | Porto Rico     | ?           | Daisy Ocasio       | Porto Rico  | ?                |
| 2000 | Khalid Khannouchi  | Maroc          | 28 min 35 s | Tegla Loroupe      | Kenya       | 31 min 30 s      |
| 2001 | Paul Tergat        | Kenya          | 28 min 25 s | Lornah Kiplagat    | Kenya       | 31 min 37 s      |
| 2002 | Hendrick Ramaala   | Afrique du Sud | 28 min 15 s | Paula Radcliffe    | Royaume-Uni | 30 min 43 s      |
| 2003 | Hendrick Ramaala   | Afrique du Sud | 28 min 15 s | Paula Radcliffe    | Royaume-Uni | 30 min 21 s (WR) |
| 2004 | John Korir         | Kenya          | 27 min 46 s | Lornah Kiplagat    | Pays-Bas    | 30 min 40 s      |
| 2005 | John Korir         | Kenya          | 27 min 55 s | Lornah Kiplagat    | Pays-Bas    | 32 min 11 s      |
| 2006 | Wilson Kebenei     | Kenya          | 27 min 43 s | Lornah Kiplagat    | Pays-Bas    | 30 min 49 s      |
| 2007 | Gilbert Okari      | Kenya          | 28 min 8 s  | Lornah Kiplagat    | Pays-Bas    | 31 min 5 s       |
| 2008 | Deriba Merga       | Éthiopie       | 28 min 3 s  | Lornah Kiplagat    | Pays-Bas    | 31 min 2 s       |
| 2009 | Sammy Kitwara      | Kenya          | 27 min 25 s | Vivian Cheruiyot   | Kenya       | 31 min 11 s      |
| 2010 | Moses Masai        | Kenya          | 27 min 19 s | Vivian Cheruiyot   | Kenya       | 31 min 7 s       |
| 2011 | Sammy Kitwara      | Kenya          | 27 min 35 s | Sentayehu Ejigu    | Éthiopie    | 31 min 50 s      |
| 2012 | Sammy Kitwara      | Kenya          | 28 min 5 s  | Vivian Cheruiyot   | Kenya       | 30 min 47 s      |
| 2013 | Sammy Kitwara      | Kenya          | 28 min 42 s | Joyce Chepkirui    | Kenya       | 31 min 40 s      |
| 2014 | Bedan Karoki       | Kenya          | 28 min 35 s | Mary Wacera        | Kenya       | 32 min 6 s       |
| 2015 | Sammy Kitwara      | Kenya          | 28 min 51 s | Belaynesh Oljira   | Éthiopie    | 31 min 57 s      |
| 2016 | Bedan Karoki       | Kenya          | 27 min 42 s | Mary Wacera        | Kenya       | 31 min 48 s      |
| 2017 | Sam Chelanga       | États-Unis     | 28 min 19 s | Mary Wacera        | Kenya       | 31 min 41 s      |

 Record de l'épreuve